# حمله با چاقو ۲۰۱۶ هانوفر
چاقوکشی هانوفر که در ۲۶ فوریه ۲۰۱۶ اتفاق افتاد، یک حادثه تروریستی بود که یک دختر ۱۵ ساله به یک افسر پلیس در هانوفر آلمان خنجر زد. این اولین حمله گزارش شده توسط یک هوادار داعش در آلمان بود.

## حادثه
در ۲۶ فوریه ۲۰۱۶، دو افسر پلیس به یک جوان ۱۵ ساله نزدیک شدند و از او مدارک شناسایی خواستند. این دختر در ایستگاه مرکزی هانوفر، پشت گردن افسر پلیس را خنجر زد و باعث جراحات شدید شد. این افسر پس از جراحی زنده ماند. پس از دستگیری، پلیس چاقوی بزرگتر و دوم را نزد دختر پیدا کرد. این اولین حمله تروریستی گرگ تنها گزارش شد که توسط یک هوادار دولت اسلامی (داعش) در آلمان روی داد.

## مجرم
عامل این حمله یک دختر ۱۵ ساله در هانوفر بود که از مادری مراکشی و پدری آلمانی متولد شد و به دین اسلام روی آورده بود. وی در سن ۷ سالگی در یک ویدیوی تلاوت قرآن با مبلغ سلفی آلمانی پیر ووگل حضور داشت.
اداره فدرال نگهبانی از قانون اساسی و آژانس اطلاعات داخلی آلمان، تحقیق در مورد این دختر به ظن اقدام یک جنایت جدی از سال ۲۰۱۴ آغاز کرده بودند. تلویزیون NDR گزارش داد که فردای حملات پاریس، او این روز را «شادترین روز زندگی من» توصیف کرد و گفت: «خداوند شیرهای ما را رحمت کند».
بر اساس گزارش دویچه وله، یکی از اعضای خانواده با ابراز نگرانی از رادیکالیزاسیون با مقامات تماس گرفت و پلیس چند روز بعد با خانواده دیدار کرد.
در نوامبر ۲۰۱۵، او به استانبول سفر کرد و در آنجا با اعضای داعش ملاقات کرد، وی قصد داشتند در ورود به سوریه از آنها کمک بخواهد. در ژانویه ۲۰۱۶ او به آلمان بازگشت. در دادگاه گزارش شده که دستورات انجام «حمله شهادت» در آلمان صادر شده بود.

## محاکمه و مجازات
دادگاه در اکتبر ۲۰۱۶ آغاز شد. حضور مطبوعات به دلیل «خردسال بودن متهم» ممنوع شدند. صافیه اس به اتهام اقدام به قتل، کمک به یک سازمان تروریستی و صدمات شدید جسمی محکوم و به ۶ سال زندان محکوم شد.

## همدستان
محمد حسن کی، مردی متولد سوریه، به همدستی با صافیه و برنامه‌ریزی یک حمله تروریستی جداگانه در سال ۲۰۱۵ متهم شد. وی به عنوان همکار صافیه، و بخاطر اطلاع از حمله به ۲٫۵ سال زندان محکوم شد اما نتوانست دولت را هشدار دهد.